# النهضة اليابانية

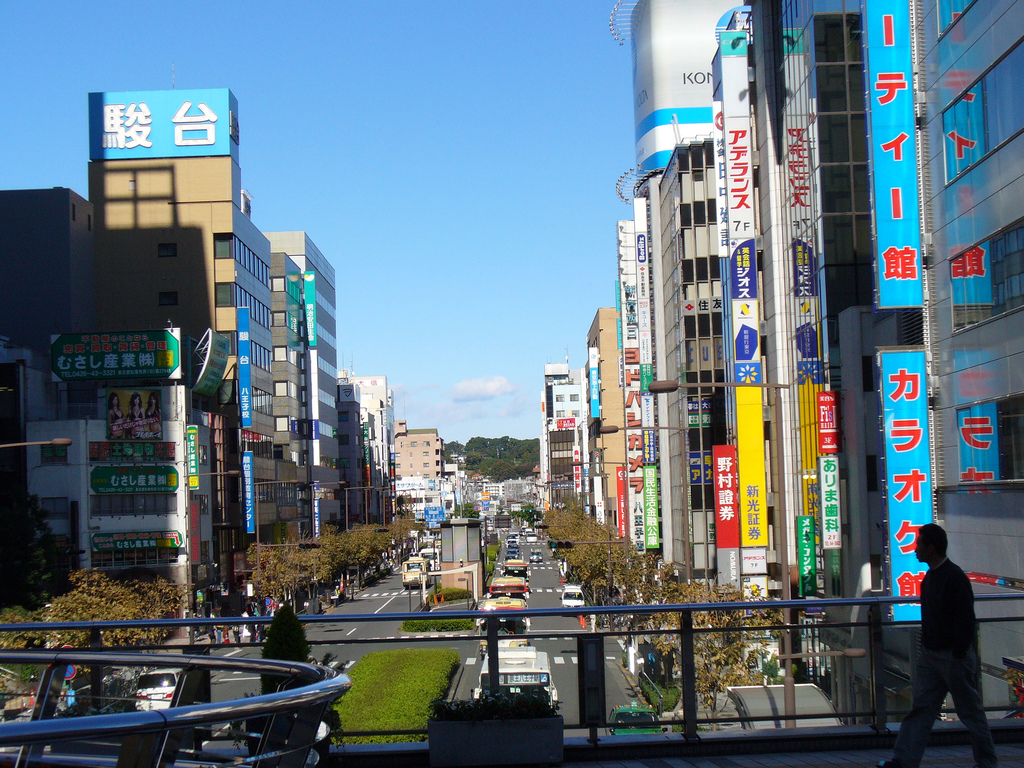
منطقة في طوكيو هاتشيؤوجي (طوكيو)

حقق اليابانيون و الألمان نهضة بلادهم بعد خرابهما في الحرب العالمية الثانية لأنهم شعوب راقية مجدة تقدس العمل، وتضحي من أجل رفعة بلادها وتقدمها. لا تحتاج لكثير من الذكاء لتدرك أن هذه العبارة وأمثالها مما يتردد على ألسنة الناس أثر طبيعي للخطاب الإعلامي الرسمي الذي يُصر على الحط من الشعوب ووصفها بالكسل وعدم تحمل المسؤولية وقلة الضمير والوازع الديني، وأن سوء أوضاعهم نتيجة طبيعية لفشلهم وغبائهم وتكاثرهم كالأرانب إلخ… رفعًا للحرج عن القادة الذين بطبيعتهم لا يخطئون ولا يقصرون.

## منع دخول أوروبا إلى اليابان

### النظام القائم في اليابان

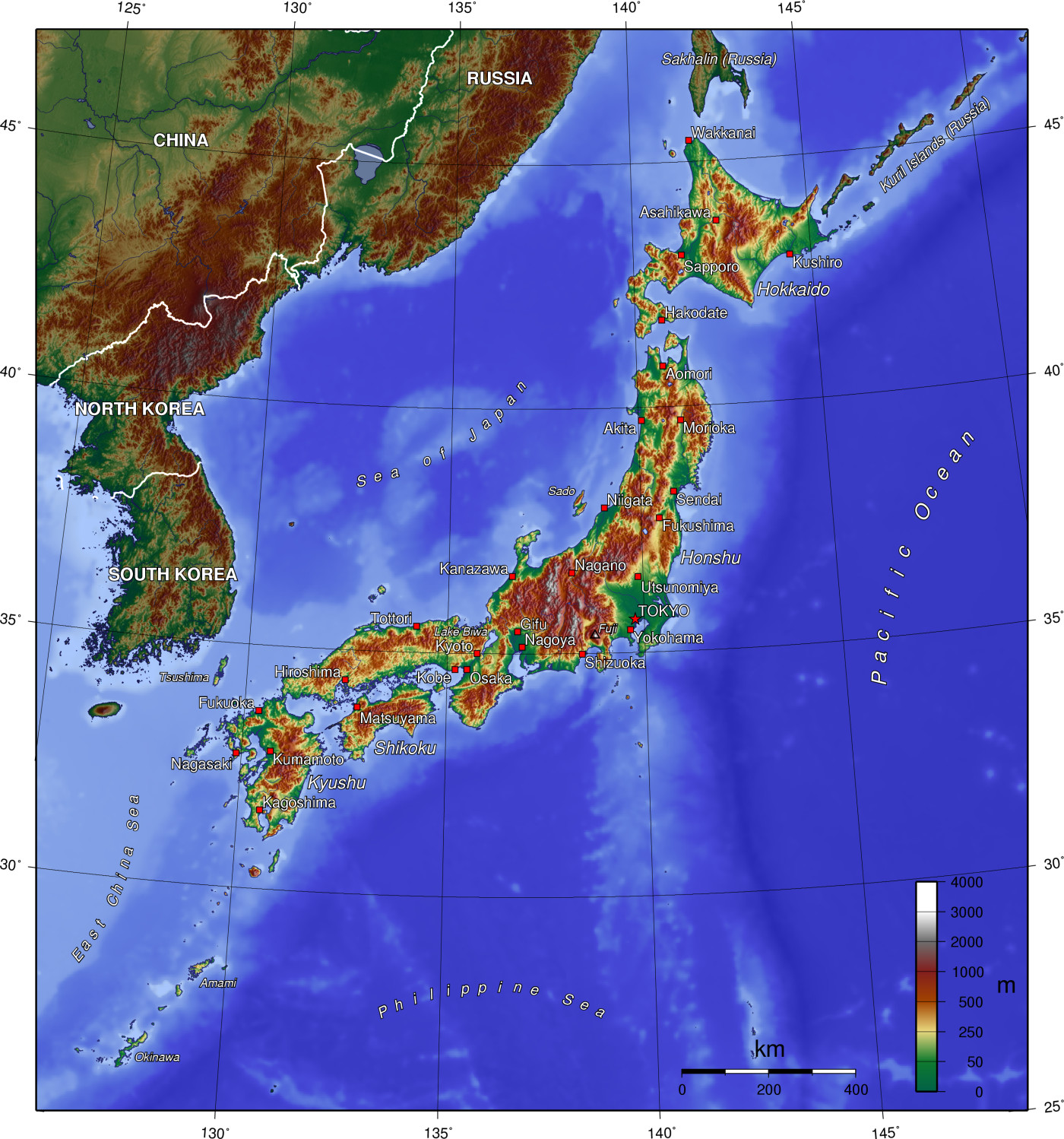
خريطة طبوغرافية للأرخبيل الياباني.

في الوقت الذي كانت فيه أوروبا تخرج من ظلام العصور الوسطى وتستكشف العالم كان الأرخبيل الياباني يكرس عزلته الجغرافية بقرارات سياسية منعت دخول كافة الأجانب إلى أراضيها، وحتى اليابانيين حظر عليهم الخروج من اليابان أو عودتهم إليها إن كانوا خرجوا قبل قرارت العزلة التي صدرت في منتصف القرن السابع عشر، للحيلولة دون انتشار المسيحية والأفكار الغربية، دفاعًا عن عقيدة (الشنتو) والنظام السياسي القائم.
والنظام القائم في اليابان لقرونٍ طويلة كان طبقية الشوجونية الصارمة، حيث الشوجون هو القائد العسكري والإداري الأعلى للبلاد بتفويض من الإمبراطور المقدس سليل آلهه الشمس بحسب معتقداتهم، وقد توارثت أسرة طوكوجاوا منصب الشوجون لمدة تزيد عن القرنين ونصف القرن وتكونت الطبقة الأرستقراطية من المقاتلين النبلاء (الساموراي)، ورغم تحوّل معظمهم إلى العمل الإداري المدني إلا أن حق امتشاق السيوف ظل مقصورًا عليهم، وشاركهم الإقطاعيون الزراعيون (الداييمو) الطبقة والامتيازات، بينما ظل سائر الشعب الياباني في حالة عبودية قابع في ظلامٍ دامس في عزلته الإجبارية.
لكن هذه العزلة تحطمت في عام 1853م، حيث فوجئ الشوجون بأسطول أمريكي بقيادة القبطان ماثيو بيري يحمل رسالةً ودية من الرئيس الأمريكي بالسماح للسفن الأمريكية بالتزود بالماء والمؤن من المواني اليابانية وفتح البلاد أمام العلاقات التجارية كغيرها من الدول، وعلى الرغم من رفض الشوجون والساموراي لهذه المطالب إلا أنهم اضطروا للرضوخ، وقد أدركوا أن سيوفهم لا تفعل الكثير مقارنةً بمدافع البوارج الحربية، خاصةً وقد شهدوا على إذلال إمبراطورية الصين في حرب الأفيون الأولى منذ سنواتٍ قليلة.
وكان تأثير مظاهرة القبطان ماثيو البحرية هائلاً، فلم تُفتح أبواب المواني اليابانية أمام التجار الأمريكيين والروس والأوروبيين فقط بل سقط نظام الشوجونية نفسه بإعلان الشوجون استقالته وتسليم السلطة كاملةً إلى الإمبراطور الشاب (موتسوهيتو)، الذي نقل الحكومة إلى مدينة طوكيو لتصبح عاصمةً لليابان التي دخلت عصر جديد 1869م.

## عصر الإمبراطور موتسوهيتو
عُرف عصر الإمبراطور (موتسوهيتو) (بعصرالميجي)، أي الحكم المستنير، حيث شهِدت اليابان في عصره الذي امتد 45 عامًا كاملاً نهضتها الأولى، فكانت الخطوات الأولى للإمبراطور بعد القضاء على محاولات التمرد لإحياء نظام الشوجنية هي القضاء على الإقطاع وإرغام رجال الديمو على التنازل عن إقطاعياتهم مقابل تعويضات مالية، لتصبح كافة الأراضي مملوكة للدولة (مثلما فعل محمد علي مع المماليك والملتزمين في مصر، وإن كانت أغلب الأراضي قد تركزت لاحقًا بيد كبار الملاك بإعادة شرائها من الدولة) وسرعان ما بدأ تحول الأفكار الإصلاحية التي كانت في ذهن الإمبراطور ومستشاريه إلى حقائق، فأنشأ مجلس الدولة الذي ضم ثلاثة غرف تنفيذية تحتوي الحكومة وتشريعية واستشارية، وتطورت القوانين والمحاكم لتظهر للنور دولة القانون في اليابان.
لكن الأثر الأعمق والأكبر كان في الجانب الاجتماعي، حيث كان التقسيم الطبقي يجعل الأمراء ورجال الدولة في القمة ثم الساموراي وأخيراً العامة الذين وفرت لهم البيروقراطية ونشأة دولة القانون الفرصة في تغيير وضعهم الاجتماعي، وأصبح يمكنهم لأول مرة الانتقال إلى طبقة أعلى من خلال التعلم والجد في العمل وليس بناءً على الوراثة.
وتدريجيًا بدأت طبقة الساموراي في الانحصار وبدأ العامة في اكتساب حقوق مقابل فقدان الساموراي لمميزات، ففي البداية مُنع الساموراي من قتل العامة خارج نطاق القانون، وعندما نُظم الجيش الحديث فقدَ صغار الساموراي كل امتيازٍ لهم رتّبته الوراثة، ومُنعوا من حمل السلاح، وفي خلال جيلين كانوا قد اندمجوا مع العامة وذابوا في نسيج المجتمع الذي تغيّر مدفوعًا برغبة قيادته السياسية في تحديثه وتطويره، تفاديًا للوقوع في مصيدة التبعية والاستعباد الذي فرضته القوى الغربية على العديد من الدول الآسيوية حولهم.

### إقامة نظام تعليمي جديد
اعتمدت الحكومة اليابانية على استقدام الخبراء الأوروبيين و الأمريكيين وتنفيذ خططهم التنموية لتحديث البلاد، وكان على رأس الأولويات إقامة نظام تعليم حديث، فأعلنت الحكومة إجبارية التعليم الأساسي وتعميمه 1872م، ثم افتتحت جامعة طوكيو 1877م لتقفز اليابان قفزة ضخمة في اتجاه نهضتها.
ولكن بينما تضافرت جهود الآلاف من الخبراء الأجانب و اليابانيين الذين ابتعثتهم حكومتهم لدراسة التكنولوجيا ونقلها بدايةً من بعثة إيوكورا إلى الولايات المتحدة الأمريكية أواخر القرن التاسع عشر في تحقيق قفزة في الصناعة والمواصلات والاتصالات، وفي خلال عقدين فقط تحول اليابان من بلد متخلف يعيش على زراعة الأرز وصيد الأسماك إلى دولة صناعية ناشئة وقوة صاعدة لا يُستهان بها.
إلا أن القدرات العسكرية سرعان ما استحوذت على القدر الأكبر من التطوير ومخصصات التنمية، فبالإضافة إلى سيطرة رجال العشائر وقدامى الساموراي على الجيش بأفكارهم المتعنتة العدوانية، قلّد اليابانيون الأوروبيون في استغلال الشعوب الأضعف، فبدأت في التوسع على حساب كوريا والصين للاستيلاء على المواد الخام وفتح أسواق بالقوة لتسويق منتجاتها، ولكن بعد أن هزمت اليابان الصين بسهولة في 1903م وأرغمتها على توقيع اتفاقيات تجارية مجحفة تنبه الأوربيون إلى خطورة صعود اليابان العسكري، فأرغمها تحالف غربي على التراجع وإخلاء الجزر التي استولت عليها من الصين.
ليؤدي الفزع من التدخل الغربي إلى تضخم الإنفاق العسكري الذي استحوذ على قرابة 60% من ميزانية اليابان، وبالفعل وجدت اليابان نفسها تدخل في مواجهة عسكرية مع روسيا 1905م، ويحقق جيشها مفاجأة كبرى بتحقيق انتصارات مدوية اضطرت الروس إلى طلب الصلح، وفتحت الباب أمام اليابان لتوسيع نفوذها والاستيلاء على المزيد من أراضي جيرانها، فسرعان ما ضمت جنوب منشوريا ثم كوريا 1909م وأصبحت اليابان دولة إمبريالية!
وبينما بدأ اسم اليابان يرتفع في العالم بأسره كنموذج للدولة الصاعدة التي تنافس القوى الأوروبية الكبرى حتى أشاد بها زعماء الحركة القومية المصرية، كمطفى كامل الذي ألف كتاب (الشمس المشرقة)، وحافظ إبراهيم الذي ألف قصيدة (غادة اليابان) لامتداحها، كان الواقع السياسي الياباني يشهد صعودًا لنموذج خاص من الفاشية العسكرية، حيث اختلطت الأفكار القومية الحادة التي انتشرت في مطلق القرن العشرين، وأفرزت صعود النازية الألمانية والفاشية الإيطالية مع السمت العسكري للمجتمع، الذي سيطر عليه العسكريون أصحاب ثقافة الساموراي التي تقدس القسوة وتزدري الرحمة مع عقائد الشنتو التي اعتقدها اليابانيون وصورت لهم أنهم (الأمة المقدسة سلالة الآلهة الذين يجب أن يحكموا العالم) جنس أرقى من الآخرين، فعاملوا جيرانهم الآسيويين بعنصرية وقسوة مفرطة، وعندما قامت الحرب العالمية الأولى تحالفت اليابان مع إنجلترا ضد ألمانيا فاستولت على مستعمراتها الآسيوية ووسعت من نفوذها بالصين، وانتعش اقتصادها وتضخمت قدراتها العسكرية.
ولكن أعقب الحرب موجات من الكساد العالمي تأثر بها الاقتصاد الياباني الناشئ بعنف، وكان الحل الجاهز عند النخبة العسكرية بطريقة تفكيرها العدوانية هو ضم المزيد من الأراضي إلى الإمبراطورية اليابانية، والاستيلاء على الأسواق الآسيوية الضخمة بالقوة! لتفتعل أزمة مع الصين وتجتاح منشوريا وتحتلها.
ولمّا أدانت عصبة الأمم المذابح التي قامت بها اليابان في الصين انسحبت اليابان من العصبة لتدخل في عزلة دولية مجددًا تحت ضغوط العسكريين الذين لم يتوروعوا عن اغتيال الوزراء والساسة إن وجدوا منهم ترددًا في تنفيذ مخططاتهم، بل وقام مجموعة من الضباط باحتلال طوكيو لمدة أربعة أيام وقتلوا وزراء الداخلية والمالية والتعليم والعديد من كبار الموظفين، حتى تدخل الإمبراطور (المقدس) وأعلن عن غضبه فاستسلموا.
وتحول اليابانيون إلى التحالف مع ألمانيا ضد الشيوعية 1936م، وسرعان ما بدأوا الحرب ضد الصين في 1938م لتعلن التعبئة العامة وتجميد الأحزاب، ووضعت الشركات تحت السيطرة الحكومية ليتحول نظام الحكم إلى الشمولية التامة كما أرادت الفاشية العسكرية التي وجدت في الهتلرية نموذج يحتذى به.
وكان انضمام اليابان للمحور فرصتها للاستيلاء على مستعمرات إنجلترا وفرنسا الآسيوية، فاحتلت الهند الصينية وفيتنام وفي نهاية 1941م قامت بضرب الأسطول الأمريكي في بيرل هاربور، وأنزلت به هزيمة ساحقة، وفي خلال ثمانية أشهر فقط كانت القوات اليابانية قد احتلت سيام وشمال شرق الملايو، كما احتلوا هونج كونج وسنغافورة وجزر الهند الشرقية، وطردوا البريطانيين منها.
ولكن دفة الحرب سرعان ما انقلبت وترنحت اليابان تحت ثقل الضربات الأمريكية العنيفة، ولكن كبرياء اليابانيين حال دون طلبهم للصلح رغم قيام الأمريكيون بتعمد قصف طوكيو والمدن الكبرى بقنابل حارقة قتلت مئات الآلاف من المدنيين الذين يعيشون في بيوت خشبية، حتى استعمل سلاح الرعب النووي في هيروشيما ثم ناجازاكي.

### إستسلام البلاد
كانت صدمة اليابانيون الذين اكتشفوا لأول مرة أن إمبراطورهم شخص عادي وهو يعلن استسلام بلادهم في الإذاعة كبيرة، وانهارت الدِكتاتورية العسكرية على يد الحاكم العسكري الأمريكي جنرال دوغلاس ماكارثر، الذي حل الجيش وأعدم قرابة 4000 من قادته، بخلاف الآلاف الذين فضلوا الانتحار على الاستسلام، وحظَر الأحزاب والجماعات الفاشية.
وكانت مهمة جنرال ماكارثر رغم تمتعه بصلاحيات مطلقة صعبة، فالبلاد دمرتها الحرب وأصبحت على شفا المجاعة، والخوف من إعادة تنظيم الفاشية لصفوفها أو سقوط اليابان بيد القوى الشيوعية كبير، وفي سبيله لتحويل البلاد إلى الديمقراطية والرأسمالية لصد هذه الأخطار غيّر الجنرال من التركيبة الطبقية بعمق، فأصدر قانون للإصلاح الزراعي حدد فيه الحد الأقصى للحيازة الزراعية بثلاثة هكتارات فقط، فتحول الفلاحون اليابانيون إلى ملاك لأراضيهم الصغيرة بدلاً من الإقطاعيين، وفكك التكتلات الصناعية الكبرى إلى مئات من الشركات الصغيرة، وسمح بقيام النقابات العمالية، وحوّل النظام السياسي إلى الديمقراطية حيث الإمبراطور رمزٌ للدولة ولا يشارك في الحكم بل يتولى التشريع البرلمان (الدايت) ويعين رئيس للوزراء، وسيطر الجنرال على البرلمان من خلال دعم الحزب الليبرالي الديمقراطي الياباني بقوة، ليكون الحزب المسيطر على اليابان وينفرد بحكمها 45 عامًا متواصلة حتى هزيمته في 2009م، وغيّر نظام التعليم إلى غربي براجماتي يهدف لتخريج عمال وتقنيين ماهرين.
وعندما دخل جنرال ماكارثر اليابان اضطر لوضع نظام لتوزيع الطعام بالبطائق على اليابانيين لمواجهه خطر المجاعة، حيث اضطر فقراء اليابانيين إلى التخلي عن كل ممتلكاتهم من أجل الطعام، قبل أن تضع الحكومة يدها على كافة أموال الشعب بمنع الاعتراف بالعملات غير المسجلة في حسابات بنكية، وتحدد مبلغ 500 ين فقط شهريًا كحد للسحب من الحسابات البنكية للسيطرة على التضخم والسوق السوداء، بالتوازي مع المساعدات الأمريكية الضخمة التي منعت انهيار الدولة.
ثم أوفدت أمريكا الخبير الاقتصادي الشهير جوزيف دودج الذي وضع خطة إصلاح اقتصادي نفذت بحزم رغم قسوة إجراءاتها على الفقراء، واعتمدت على سداد العجز في الموزانة بالضرائب وحظر طبع العملة أو الاقتراض الداخلي لسداد العجز.
وسيطر على الاقتصاد وزارة التجارة والصناعة التي نفذت بإشراف الخبراء الأمريكيين خطط طويلة الأمد، لتقوية الصناعات وتحسين البنية الأساسية، ووجهت موارد الدولة لتقوية الصناعة وتحسين التعليم وقامت الوزراة بسياسة تحفيزية غايةً في الذكاء، حيث كانت تمنح الشركة التي تسجل اختراعًا أو تقنية جديدة حق احتكارٍ مطلق لمدة عامين ثم يتحول الاختراع أو التقنية لمشاع، فكانت الشركات اليابانية تتسابق للتحسين المستمر لتحافظ على حصتها من السوق.
وبالتدريج انقشعت الأزمة وارتفع مستوى معيشة المواطن الياباني وساهمت الأوضاع العالمية مثل الحرب الكورية في فتح الأسواق أمام المنتجات اليابانية التي اكتسبت سمعة جيدة، وشجعت الحكومة الاستهلاك وتحسين حياة اليابانيين اليومية لضمان الانتعاش المستمر للاقتصاد، فاختفت البيوت الخشبية وظهرت ناطحات السحاب واختفت الملابس التقليدية وظهرت البذلات، وتغير المطبخ الياباني الذي كان شبه مقتصر على الأرز والسمك فأصبحت المأكولات الفاخرة الشرقية والغربية مألوفة، وانتشرت السيارات الحديثة ومستلزمات الرفاهية المتعددة.
وفي خلال الأعوام من 1955م إلى 1973م كان الاقتصاد الياباني يحقق معدلات نمو خارقة بمتوسط 9% سنويًا.
وفي ضوء ما تقدم فلا أرى الأمر غريبًا؛ أكسبت الفاشية العسكرية المجتمع الياباني روح النظام والالتزام، وغرست الولاء للعمل واحترام السلطة، فلمّا أتى الاحتلال الأمريكي بخطة لتحويل الاقتصاد للرأسمالية وحوّل الموارد الضخمة التي كانت توجه لصالح القوة العسكرية إلى تنمية الصناعة وتحسين التعليم (على يد الخبراء الوطنيين والأجانب) كان النمو أمرًا منطقيًا، خاصةً مع الاستقرار السياسي وعدم التورط في نزاعات سياسية أو عسكرية لعقود طويلة.